# Автошлях Т 0408
Автошля́х Т 0408 — автомобільний шлях територіального значення у Дніпропетровській та Запорізькій областях. Пролягає територією Павлоградського, Синельниківського, Запорізького та Пологівського районів через Павлоград — Васильківку — Новомиколаївку — Оріхів — Токмак. Загальна довжина — 146,2 км.

## Маршрут
Автошлях проходить через населені пункти:
| Автошлях Т 0408          |               |
| Дніпропетровська область |               |
| Павлоградський район     |               |
| Павлоград                | М30E50 Т 0416 |
| Малоолександрівка        |               |
| Троїцьке                 |               |
| Синельниківський район   |               |
| Великоолександрівка      |               |
| Коржове                  |               |
| Васильківка              | Р85           |
| Павлівка                 |               |
| Запорізька область       |               |
| Запорізький район        |               |
| Новогригорівка           |               |
| Миколай-Поле             |               |
| Софіївка                 |               |
| Кам'янка                 |               |
| Новомиколаївка           | Н15           |
| Тернівка                 |               |
| Терсянка                 |               |
| Заливне                  |               |
| Воскресенка              |               |
| Барвінівка               |               |
| Любицьке                 |               |
| Пологівський район       |               |
| Новосолошине             |               |
| Микільське               |               |
| Червоний Яр              |               |
| Свобода                  |               |
| Омельник                 | Т 0814        |
| Преображенка             | Н08           |
| Оріхів                   | Т 0815        |
| Новоданилівка            |               |
| Роботине                 |               |
| Новопрокопівка           |               |
| Ільченкове               |               |
| Солодка Балка            |               |
| Токмак                   | Н30 Р85       |

## Історія

### Російсько-українська війна
Вздовж автошляху на ділянці Оріхів — Роботине проліг один з напрямів українського контрнаступу влітку 2023 року.